# Euphonia fulvicrissa
La eufonia ventricanela (Euphonia fulvicrissa), también conocida como eufonia fulva, eufonia ventrifulva o fruterito de vientre acanelado, es una especie de ave paseriforme en la familia Fringillidae, anteriormente colocada en Thraupidae.

## Distribución y hábitat
Habita en bosques húmedos de tierras bajas y bosques degradados de Colombia, Ecuador y Panamá.

## Subespecies
Se reconocen tres subespecies:
- Euphonia fulvicrissa fulvicrissa P. L. Sclater, 1857– llanuras húmedas del centro de Panamá al noroeste de Colombia;
- Euphonia fulvicrissa omissa Hartert, 1913– centro tropical de Colombia;
- Euphonia fulvicrissa purpurascens Hartert, 1901– suroeste de Colombia (Nariño) al noroeste de Ecuador (Esmeraldas).